# Bạn hãy nói với chúng tôi
Bạn hãy nói với chúng tôi là một chương trình phát thanh tương tác của Đài tiếng nói Việt Nam chia sẻ về tâm tư, tình cảm, những điều khó nói ra... của con người trong cuộc sống. Điều đặc biệt của chương trình là những người tư vấn chính là những thính giả, tức những người không chuyên về tâm lý, và bao gồm các thành phần trong xã hội.

## Lịch sử
Từ 22h30´ ngày 1/5/2006, chương trình Bạn hãy nói với chúng tôi ra mắt trên sóng Hệ Thời sự chính trị tổng hợp (VOV1) Đài Tiếng nói Việt Nam, do ba biên tập viên Phạm Trung Tuyến, Minh Tâm và Thục Hiền biên tập. Ban đầu chương trình  có tên là Bạn hãy nói với tôi, được phát sóng trực tiếp như chương tình Cửa sổ tình yêu. Sau một thời gian phát sóng thì chương trình được đổi tên lại và không tư vấn trực tiếp nữa mà được thu thanh và biên tập sau một đến hai ngày phát sóng câu chuyện cẩn tư vấn của thính giả. Các thính giả có tâm sự, thắc mắc, trăn trở...có thể gửi tâm sự đến chương trình. Những người tư vấn luôn biết lắng nghe, biết cảm thông, chia sẻ, nhiệt tình, tận tâm, gần gũi với người được tư vấn. Chương trình có được sự thành công là vì sự cộng tác nhiệt tình từ khán giả, họ  như chiếc "phao cứu sinh" giúp người được tư vấn tin tưởng trút nỗi lòng khi không biết chia sẻ cùng ai, tìm lại được cân bằng trong cuộc sống...
Khác với các chương trình tư vấn khác như Cửa sổ tình yêu của đạo diễn Thành Văn (Các chuyên gia tư vấn Đinh Đoàn, Nguyễn Thị Mùi, Hoàng Thuý Hải, Vũ Minh Phượng)); tư vấn Thanh Tâm của Báo phụ nữ Việt Nam, Báo điện tử Gia đình và Xã hội; anh Chánh Văn trong báo Hoa học trò (Các nhà tư vấn là những người tư vấn chuyên nghiệp)... Còn các Tư vấn viên trong Bạn hãy nói với chúng tôi là những thính giả, những người dân đủ mọi tầng lớp, và thu hút một số lượng lớn thính giả, từ nhà giáo đến học trò, từ bác sĩ đến bệnh nhân, từ sinh viên đến người lính...Nhưng đó lại là nét đặc biệt thu hút thính giả của chương trình, các thính giả tư vấn thẳng thắn, không khuôn mẫu, không sáo rỗng mà rất gần gũi. Sau mỗi câu chuyện, sau các tư vấn của thính giả là phần bình luận của các biên tập viên.
Ngoài chuyên mục tư vấn tình cảm, Bạn hãy nói với chúng tôi còn có các chuyên mục khác như:
- Từ làng ra phố: nói về bác xe ôm Cả Chiêm (một nhân vật do Phạm Trung Tuyến sáng tác dựa trên một nguyên mẫu có thật) với tập hợp những câu chuyện thời sự của thành thị qua góc nhìn của một người lao động nhập cư với cái nhìn về những chuyển biến trong xã hội thời kinh tế thị trường, toàn cầu hoá. Nhân vật Cả Chiêm có thể được hoá thân từ chính những thính giả của chương trình.
- Theo bước chân phóng viên.

## Tâm sự của biên tập viên
| “                  | 22h30´ ngày 1/5/2006, chương trình Bạn hãy nói với chúng tôi ra mắt trên sóng Hệ Thời sự chính trị tổng hợp (VOV1) Đài Tiếng nói Việt Nam. Một tháng, hai tháng, rồi ba tháng trôi qua, chương trình trở nên thân thiết với thính giả nhà Đài. Dẫu phát sóng lúc gần nửa đêm, nhưng trong phòng thu, hai chiếc điện thoại của chương trình cứ rinh reng không ngớt. Mỗi tháng, hai cộng sự xinh đẹp của tôi phải đọc tới cả ngàn lá thư. Từ đó đến nay, gần 400 chương trình đã phát sóng, cũng từng đó câu chuyện, từng đó nỗi niềm đã được thính giả tin tưởng trải bày với chương trình như với một người bạn tri âm. Những bí mật giấu kín cả đời, những nỗi niềm tưởng như không thể nói, sự kỳ lạ đến khó tin mà người ta đã nghĩ rằng sống để dạ, chết mang theo... Nhưng rồi một đêm nào đó, họ đã tâm sự với chương trình Bạn hãy nói với chúng tôi để phần nào trút đi gánh nặng của lòng mình. Đó là những câu chuyện mà khi nghe xong, tôi thường mất ngủ. | ” |
| — Phạm Trung Tuyến | |   |

## Ảnh hưởng
Sau khi một thời gian dài phát sóng chương trình "Bạn hãy nói với chúng tôi", biên tập viên Phạm Trung Tuyến đã tập hợp những câu chuyện có thật của thính giả Đài Tiếng nói VN tâm sự với chương trình để hình thành nên cuốn sách với nhan đề "Những câu chuyện trong đêm" (Ghi chép từ studio của một biên tập viên mất ngủ). Với số lượng phát hành lớn 3000 cuốn, cuốn sách đã được đông đảo công chúng đón nhận.